# كينيث إم. تايلور
كينيث إم. تايلور (بالإنجليزية: Kenneth M. Taylor)‏ هو ضابط أمريكي، ولد في 23 ديسمبر 1919 في إنيد في الولايات المتحدة، وتوفي في 25 نوفمبر 2006 في توسان في الولايات المتحدة.